# 静岡県警察
静岡県警察（しずおかけんけいさつ、英語: Shizuoka Prefectural Police）は、警察法第36条により静岡県に置かれた警察組織であり、静岡県内を管轄区域とし、静岡県警と略称する。警察庁関東管区警察局の監督と、静岡県公安委員会の管理を受ける。給与支払者は静岡県知事。本部所在地は静岡市葵区追手町9番6号（静岡県庁別館）。

## 沿革

### 昭和
- 1954年（昭和29年）7月1日 - 新警察法および静岡県警察の設置等に関する条例（昭和29年静岡県条例第28号）の施行により、国家地方警察静岡県本部、自治体警察（静岡市警察、浜松市警察他）を廃止・再編成し、静岡県警察として発足。下田、松崎、大仁、三島、伊東、熱海、沼津、御殿場、吉原、富士、富士宮、蒲原、清水、静岡中央、静岡南、藤枝、焼津、島田、川崎、金谷、菊川、掛川、森、磐田、二俣、水窪、浜松中央、浜松東、浜松北、新居、気賀の各警察署を設置（31署体制）。
- 1955年（昭和30年）
  - 3月28日 - 川崎警察署を榛原警察署へ改称。
  - 4月1日 - 気賀警察署を細江警察署へ改称。
- 1956年（昭和31年）
  - 10月1日 - 浜松北警察署を廃止。管轄区域を浜松中央警察署と浜松東警察署に分割。（31署→30署）
  - 11月16日 - 警察音楽隊が発足。
- 1958年（昭和33年）11月3日 - 二俣警察署を天竜警察署へ改称。
- 1962年（昭和37年）5月10日 - 「交通安全県」を宣言。
- 1965年（昭和40年）4月1日 - 金谷警察署を島田警察署に統合。（30署→29署）
- 1966年（昭和41年）10月1日 - 運転者管理センターの業務を開始。
- 1967年（昭和42年）4月1日 - 交通情報センターを設置。
- 1968年（昭和43年）4月1日 - 吉原警察署・富士警察署を統合、（新）富士警察署が発足。（29署→28署）
- 1970年（昭和45年）7月3日 - 警察本部が静岡県庁東館に移転。
- 1974年（昭和49年）3月26日 - 警察学校が藤枝市下之郷に移転。
- 1975年（昭和50年）4月1日 - 交通管制センターの運用を開始。
- 1976年（昭和51年）
  - 1月1日 - 自動車安全運転センターが発足。
  - 6月8日 - 浜松交通管制センターの発足式。
- 1978年（昭和53年）10月26日 - ヘリコプター「ふじ一号」命名式、12月1日運航業務を開始。
- 1981年（昭和56年）
  - 2月5日 - ヘリコプター「ふじ二号」命名式。
  - 5月11日 - 静岡中央警察署・県本部分館庁舎の新築落成式。
- 1982年（昭和57年）10月1日 - 運転免許更新の日曜窓口を開設。
- 1983年（昭和58年）
  - 2月8日 - 静岡運転免許センターを竣工。
  - 6月1日 - 静岡県暴力団対策本部を設置。
  - 7月1日 - 運転免許証の即日交付業務を開始。
- 1984年（昭和59年）8月29日 - 静岡県警察旗を制定。
- 1985年（昭和60年）2月2日 - 更新免許証の即日交付を開始（土曜日午前中のみ、静岡市在住者に限る）。

### 平成
- 1989年（平成元年）4月1日 - 防犯警ら部を防犯部・警ら部に分割、特別機動警ら隊を自動車警ら隊に改称。
- 1990年（平成2年）4月1日 - 浜北警察署を設置。（28署→29署）
- 1992年（平成4年）8月1日 - 静岡運転免許センターは土曜日の免許更新業務を中止、日曜日のみ免許更新を実施。
- 1993年（平成5年）
  - 1月4日 - 西部運転免許センターを開設。
  - 10月27日 - 警備艇「かつら」の就航式。
- 1994年（平成6年）
  - 3月15日 - 警察本部清水分庁舎竣工式。
  - 7月28日 - 「警察官派出所」を「交番」に名称を変更。
- 1996年（平成8年）3月25日 - 県本部庁舎（県庁別館）竣工、5月21日業務開始式、5月30日竣工式。
- 2006年（平成18年）4月1日 - 榛原警察署を牧之原警察署へ改称。
- 2007年（平成19年）
  - 4月1日 - 水窪警察署を廃止、管轄区域を天竜警察署へ統合。（29署→28署）
  - 10月19日 - 交番、警察官駐在所の名称中にある所在地市町の冠称を廃止（例：静岡中央警察署静岡市安東交番→静岡中央警察署安東交番）[3]。
- 2008年（平成20年）4月1日 - 蒲原警察署を廃止、管轄区域を富士警察署と清水警察署に分割。（28署→27署）
- 2010年（平成22年） 3月23日- 新居警察署を湖西警察署へ改称。
- 2011年（平成23年）
  - 4月1日 - 袋井警察署を設置。森警察署を廃止、管轄区域を袋井警察署へ統合。
  - 8月1日 - 静岡県暴力団排除条例を施行。
- 2012年（平成24年）4月14日 - 新東名高速道路県内一部区間開通に伴い、高速道路交通警察隊・新静岡・長泉・浜北の各分駐隊を設置。
- 2013年（平成25年）4月1日 - 松崎警察署を廃止、管轄区域を下田警察署へ統合。（27署→26署）
- 2013年（平成25年）4月1日 - 裾野警察署を設置。（26署→27署）
- 2019年（平成31年）4月1日 - 浜松西警察署を設置。（27署→28署）

### 令和
- 2020年（令和2年）7月 - 新型コロナウィルスの影響により静岡県側の富士山登山口に例年設けられていた富士9合目の常駐警備を中止し、5合目の臨時警備派出所も開設しない事が発表された[4]。
- 2023年（令和5年）8月28日-大仁警察署を伊豆中央警察署に改称。

## 人員・装備

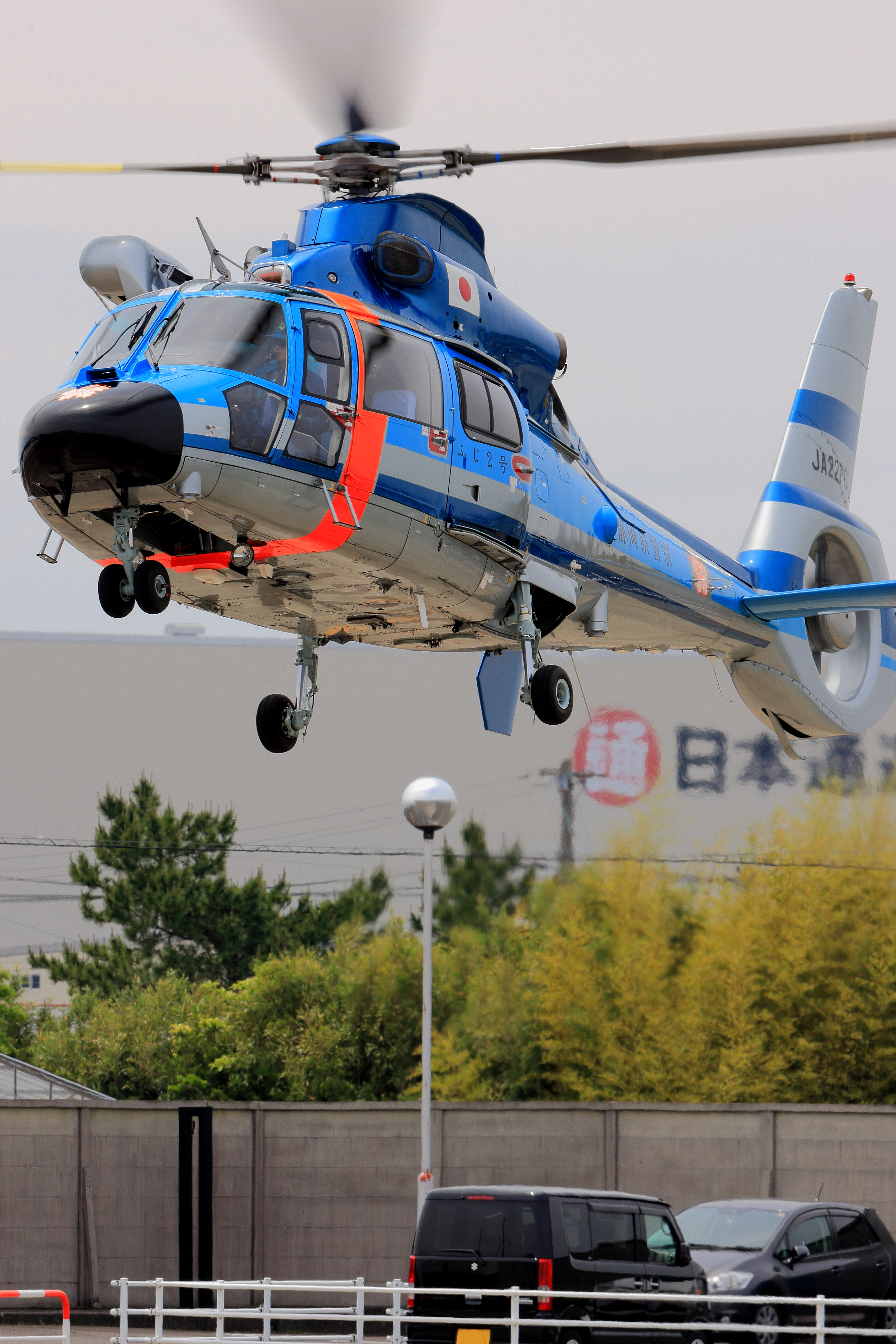
県警ヘリ「ふじ2号」（ユーロコプターAS365N1ドーファン2）

静岡県警察の公表値（2024年4月12日現在）
- 警察官 - 6,200名
- 事務・技術職員 - 809名
- 警察署 - 28署
- 交番 - 212か所
- 駐在所 - 97か所
- 警備派出所 - 1ヶ所 　※富士山静岡空港警備派出所
- パトカー - 433台
- 白バイ - 96台
- 警備艇 - 4隻
  - 静1 かつら 浜松西 8m型
  - 静2 はやぶさ2 熱海 8m型
  - 静7 するが 清水 17m型 1999-
  - いず 下田
  - (退役) 静3 かぬき 沼津 12m型
  - (退役) 静4 あさかぜ 下田
  - (退役)静6 かもめ 湖西 8m型
- ヘリコプター - 2機
  - 2005年5月3日の墜落事故によりふじ1号が失われた。2007年2月に補充機としてふじ3号が配備され、2機体制での運用に戻っている。

## 組織

### 本部
大規模警察本部であり、本部長は警視監。静岡県警察組織規則（昭和34年静岡県公安委員会規則第9号）において規定する部署、静岡県警察ホームページに掲載する部署を記載する。
- 総務部
  - 総務課
    - 公安委員会補佐室
    - 取調べ監督室

  - 広報課
    - 警察音楽隊

  - 会計課
    - 監査室
    - 装備管理室

  - 施設課
  - 情報技術企画課
  - 留置管理課
- 警務部
  - 警務課
    - 給与室
    - 企画室

  - 厚生課
  - 教養課
    - 国際センター

  - 監察課
  - 警察相談課
    - 犯罪被害者支援室
- 生活安全部
  - 生活安全企画課
  - 人身安全少年課
    - 少年サポートセンター

  - 生活保安課
    - 許可事務指導管理室
- 地域部
  - 地域課
  - 通信指令課
  - 機動警ら課
    - 自動車警ら隊 - 隊本部・中部支隊（静岡市清水区吉川）、東部支隊（裾野市平松）、西部支隊（磐田市一言）[6]
    - 鉄道警察隊 - 本隊・静岡分駐隊（静岡市葵区黒金町）、沼津分駐隊（沼津市大手町一丁目）、浜松分駐隊（浜松市中央区砂山町）[7]
- 刑事部
  - 刑事企画課
  - 捜査第一課
    - 検視官室

  - 捜査第二課
  - 捜査第三課
  - 捜査支援分析課
    - 照会センター

  - 鑑識課
  - 科学捜査研究所
  - 機動捜査隊
- 組織犯罪対策局
  - 組織犯罪対策課
    - 匿名・流動型犯罪グループ対策室
    - 特殊詐欺事件捜査室

  - 捜査第四課
  - 薬物銃器国際捜査課
- 交通部
  - 交通企画課
  - 交通指導課
    - 交通捜査室
    - 放置駐車対策センター
    - 交通反則通告センター

  - 交通規制課
    - 交通管制センター

  - 運転免許課
    - 東部運転免許センター（沼津市足高）[8]
    - 中部運転免許センター（静岡市葵区与一六丁目）[8]
    - 西部運転免許センター（浜松市浜名区小松）[8]

  - 交通機動隊
  - 高速道路交通警察隊
- 警備部
  - 公安課
  - 警備課
    - 警衛警護室
    - 静岡県警察航空隊（焼津市宗高）[9]

  - 緊急事態対策課
  - 外事課
    - 国際テロリズム対策室

  - 機動隊

### 市警察部
県内の各政令指定都市に、市警察部を設置している。
- 静岡市警察部
  - 庶務課
- 浜松市警察部
  - 庶務課

### サイバー対策本部
サイバー対策本部は2025年3月28日に設置された。
- サイバー企画課
- サイバー捜査課

### 静岡県警察学校
- 静岡県警察学校（藤枝市下之郷[11]）

## 警察署
以下の28警察署がある。市町村合併等に絡み、警察署の再編が進行中である。
※警察車両ナンバー地名は伊豆地域が「伊豆」、沼津市周辺地域が「沼津」、富士山南麓地域が「富士山」（山梨県富士山北麓地域と共通）、中部地域が「静岡」、西部地域が「浜松」である。
| ※      | 地域 | 地域 | 警察署名称     | 所在地                         | 管轄区域                                                     |
| ------ | ---- | ---- | -------------- | ------------------------------ | ------------------------------------------------------------ |
| 伊豆   | 伊豆 | 下田 | 下田警察署     | 下田市東中7-8                  | 下田市、賀茂郡：河津町・東伊豆町・南伊豆町・松崎町・西伊豆町 |
| 伊豆   | 伊豆 | 熱海 | 伊東警察署     | 伊東市竹の台2-26               | 伊東市                                                       |
| 伊豆   | 伊豆 | 熱海 | 熱海警察署     | 熱海市福道町3-19               | 熱海市                                                       |
| 伊豆   | 伊豆 | 東部 | 伊豆中央警察署 | 伊豆の国市大仁680-1            | 伊豆の国市、伊豆市                                           |
| 伊豆   | 伊豆 | 東部 | 三島警察署     | 三島市谷田194-1                | 三島市、田方郡：函南町                                       |
| 沼津   | 東部 | 東部 | 沼津警察署     | 沼津市平町19-11                | 沼津市、駿東郡：清水町                                       |
| 沼津   | 東部 | 東部 | 裾野警察署     | 裾野市平松620                  | 駿東郡：長泉町                                               |
| 富士山 | 東部 | 東部 | 裾野警察署     | 裾野市平松620                  | 裾野市                                                       |
| 富士山 | 東部 | 東部 | 御殿場警察署   | 御殿場市北久原439-2            | 御殿場市、駿東郡：小山町                                     |
| 富士山 | 東部 | 富士 | 富士警察署     | 富士市八代町3-55               | 富士市                                                       |
| 富士山 | 東部 | 富士 | 富士宮警察署   | 富士宮市城北町160              | 富士宮市                                                     |
| 静岡   | 中部 | 静岡 | 清水警察署     | 静岡市清水区天王南1-35         | 静岡市清水区                                                 |
| 静岡   | 中部 | 静岡 | 静岡中央警察署 | 静岡市葵区追手町6-1            | 静岡市葵区                                                   |
| 静岡   | 中部 | 静岡 | 静岡南警察署   | 静岡市駿河区富士見台 1丁目5-10 | 静岡市駿河区                                                 |
| 静岡   | 中部 | 藤枝 | 藤枝警察署     | 藤枝市緑町1丁目3-5             | 藤枝市                                                       |
| 静岡   | 中部 | 藤枝 | 焼津警察署     | 焼津市道原723                  | 焼津市                                                       |
| 静岡   | 中部 | 藤枝 | 島田警察署     | 島田市向谷元町1212             | 島田市（静岡空港を除く）、榛原郡：川根本町                   |
| 静岡   | 中部 | 藤枝 | 牧之原警察署   | 牧之原市細江2737               | 牧之原市、島田市（静岡空港）、榛原郡：吉田町                 |
| 浜松   | 西部 | 東遠 | 菊川警察署     | 菊川市加茂5889                 | 菊川市、御前崎市                                             |
| 浜松   | 西部 | 東遠 | 掛川警察署     | 掛川市宮脇1丁目1-1             | 掛川市                                                       |
| 浜松   | 西部 | 東遠 | 袋井警察署     | 袋井市新屋2丁目4-5             | 袋井市、周智郡：森町                                         |
| 浜松   | 西部 | 東遠 | 磐田警察署     | 磐田市一言2533-4               | 磐田市                                                       |
| 浜松   | 西部 | 北遠 | 天竜警察署     | 浜松市天竜区二俣町阿蔵8-3      | 浜松市：天竜区                                               |
| 浜松   | 西部 | 浜松 | 浜北警察署     | 浜松市浜名区小松3218           | 浜松市：浜名区の一部                                         |
| 浜松   | 西部 | 浜松 | 浜松東警察署   | 浜松市中央区相生町14-10        | 浜松市：中央区の一部                                         |
| 浜松   | 西部 | 浜松 | 浜松中央警察署 | 浜松市中央区住吉五丁目28-1     | 浜松市：中央区の一部                                         |
| 浜松   | 西部 | 浜松 | 浜松西警察署   | 浜松市中央区大人見町3452-1     | 浜松市：中央区の一部                                         |
| 浜松   | 西部 | 浜松 | 細江警察署     | 浜松市浜名区細江町気賀4640     | 浜松市：浜名区の一部                                         |
| 浜松   | 西部 | 湖西 | 湖西警察署     | 湖西市古見1035-1               | 湖西市                                                       |

### 警察署の再編
市町村合併により警察署の管轄が市町村の境界と合致しなくなっていることや、サービスの向上を目的として、警察署の再編が推進されている。以下は静岡県警察本部が「警察署再編整備計画」として2005年（平成17年）11月30日に発表した内容であり、公表後に合併により地名が変わっているところがある。警察署の再編計画が発表された2005年（平成17年）時点で29あった警察署は、蒲原・森・水窪・松崎署の分庁舎化と袋井・裾野署の新設によって、2013年（平成25年）現在で27署となっていたが、2019年（平成31年）4月に浜松西署が新設され、28署体制となった。

#### 警察署の新設
以下の3警察署を早期新設すること。2019年（平成31年）に完了。
- 裾野警察署：現在の沼津警察署管内のうち、裾野市と長泉町を管轄。2013年（平成25年）4月新設。
- 袋井警察署：以前の磐田警察署管内のうち、袋井市を管轄。2011年（平成23年）4月新設。
- 浜松西警察署：浜松中央警察署管内のうち、浜松市西区（現・中央区）を管轄。2019年（平成31年）4月1日新設。

#### 警察署の統廃合・分庁舎化
以下の4警察署を分庁舎とすること。
- 蒲原警察署：富士川町を富士警察署の管轄に変更し、蒲原警察署を清水警察署の分庁舎とする。2008年（平成20年）4月統合。
- 森警察署：2011年4月に新設した袋井警察署に統合。袋井署の分庁舎とした。これに先んじて浜松市に編入した旧春野町を2007年（平成19年）4月に天竜警察署の管轄に変更した。
- 水窪警察署：2007年（平成19年）4月天竜警察署に統合。天竜署の分庁舎とし、新たに水窪交番所長（警視職の本署水窪担当次長が兼務）を置く。
- 松崎警察署：下田警察署の分庁舎とする。2013年（平成25年）4月統合。

#### 管轄区域の変更
以下のように警察署の管轄区域を変更すること。すべて変更済。
- 旧大仁町と合併して伊豆の国市となった旧韮山町と旧伊豆長岡町を三島警察署から大仁警察署の管轄に変更。2006年（平成18年）4月に変更。
- 沼津市に編入した旧戸田村を大仁警察署から沼津警察署の管轄に変更。2006年（平成18年）4月変更。
- 静岡市葵区全域を静岡中央警察署の管轄、静岡市駿河区全域を静岡南警察署の管轄に変更。以前は長田地区など一部で区界と不一致だった。2006年（平成18年）4月に変更。
- 富士川町を蒲原警察署から富士警察署の管轄に変更。2008年（平成20年）4月に変更。
- 旧浜岡町と合併して御前崎市となった旧御前崎町を榛原警察署から菊川警察署の管轄に変更。2006年（平成18年）4月に変更。
- 浜松市に編入した旧春野町を森警察署から天竜警察署の管轄に変更。2007年（平成19年）4月に変更。
- 周辺市町と合併して磐田市となった旧豊岡村を天竜警察署から磐田警察署の管轄に変更。2007年（平成19年）4月に変更。
- 浜松市に編入した旧舞阪町を新居警察署から浜松中央警察署に変更。浜松市西区（当時）の一部となった2007年（平成19年）4月に変更。12年後の2019年4月に浜松西警察署に変更。
- 天竜警察署・浜松中央警察署・浜松東警察署・浜北警察署・細江警察署の管轄区域は、浜松市が設置する行政区に極力合わせるよう、管轄区域を変更する。2007年（平成19年）4月に変更。
- 2008年（平成20年）11月1日をもって焼津市に編入合併された旧・大井川町の管轄を、藤枝警察署から焼津警察署に変更。2009年（平成21年）4月に変更。
- 浜松市西区（当時）を浜松中央警察署から新設された浜松西警察署の管轄区域に変更。2019年（平成31年）4月に変更。
- 2024年（令和6年）1月に実施した浜松市の行政区再編に伴い、細江署の管轄であった中央区部分（中央区三方原地区）を浜松中央署に再び移管（2024年4月1日付）[13]。

#### 名称の変更
以下のように警察署名称を変更すること。2023年（令和5年）現在、榛原・新居・大仁署のみ変更済。
- 榛原町と相良町が合併して牧之原市となったため、榛原警察署を「牧之原警察署」に名称変更。管轄区域は牧之原市と吉田町。2006年（平成18年）4月変更。
- 新居町が湖西市に編入され、管轄区域が湖西市のみとなったため、新居警察署を「湖西警察署」に名称変更。2010年（平成22年）3月に変更。
- 大仁警察署が庁舎移転に合わせて「伊豆中央警察署」に名称変更。2023年（令和5年）8月に変更。
- 浜北警察署・細江警察署・天竜警察署は、浜松市が政令指定都市に移行に伴う行政区の名称決定に合わせ、変更を検討。結果的に細江だけ行政区名と一致しなかったが、署名変更は実施されていない。理由として細江警察署を行政区名に合わせて改名した場合「浜松北警察署」となるが「浜北警察署」と紛らわしいことが考えられる。

#### 運転免許の更新を扱わない警察署
静岡県警察では、「優良運転者（30分講習）及び高齢者講習受講済みの免許更新は、全ての県内の免許窓口（運転免許センター、全ての警察署（浜北警察署を除く）及び警察署分庁舎）で手続できます」とされており、更に「浜北警察署では行政処分を除く免許関係手続（更新、再交付及び記載事項変更等）を取り扱っていません」となっている。これは西部運転免許センターが隣接しているためで、案内でも「隣接する西部運転免許センターへお越し願います」としている。

## 歴代警察本部長
| 氏名       | 在任期間                                            | 前職                                                             | 後職                                                                         |
| ---------- | --------------------------------------------------- | ---------------------------------------------------------------- | ---------------------------------------------------------------------------- |
| 宮脇磊介   | 1983年（昭和58年） - 1985年（昭和60年）             | 警察大学校副校長                                                 | 皇宮警察本部長                                                               |
| 古山剛     | 1985年（昭和60年） - 1987年（昭和62年）             | 警察庁刑事局保安部防犯課長                                       | 東北管区警察局長                                                             |
| 福永英男   | 1987年（昭和62年） - 1989年（平成元年）             | 大阪府警察本部警務部長                                           | 神奈川県警察本部長                                                           |
| 桑田錬造   | 1989年（平成元年） - 1991年（平成3年）              | 大阪府警察本部総務部長                                           | 北海道警察本部長                                                             |
| 清島傳生   | 1991年（平成3年） - 1992年（平成4年）               | 警察庁長官官房審議官（刑事局担当）                               | 東北管区警察局長                                                             |
| 大山克己   | 1992年（平成4年） - 1993年（平成5年）               | 警察大学校警務教養部長                                           | 公安調査庁調査第一部長                                                       |
| 泉幸伸     | 1993年（平成5年） - 1995年（平成7年）               | 警察庁長官官房審議官（刑事局保安部担当）                         | 警察大学校副校長                                                             |
| 金重凱之   | 1995年（平成7年） - 1997年（平成9年）               | 内閣総理大臣秘書官（細川、羽田、村山首相）                       | 警察庁長官官房総務審議官                                                     |
| 吉原丈司   | 1997年（平成9年） - 1998年（平成10年）              | 九州管区警察局総務部長                                           | 中国管区警察局長                                                             |
| 小林武仁   | 1998年（平成10年） - 2000年（平成12年）             | 警察庁警備局警備企画課長                                         | 警察庁長官官房審議官（警備局担当）                                           |
| 知念良博   | 2000年（平成12年） - 2002年（平成14年）             | 警察庁生活安全局生活安全企画課長                                 | 警察庁長官官房審議官（刑事局担当兼金融・不良債権関連事犯担当）               |
| 水田竜二   | 2002年（平成14年） - 2004年（平成16年）             | 公安調査庁調査第一部長                                           | 退職                                                                         |
| 高石和夫   | 2004年（平成16年） - 2006年（平成18年）             | 警察庁警備局警備企画課長                                         | 警視庁公安部長                                                               |
| 五十嵐邦雄 | 2006年（平成18年） - 2007年（平成19年）             | 警察庁警備局警備企画課長                                         | 警察庁長官官房審議官（警備局担当）                                           |
| 原田宗宏   | 2007年（平成19年） - 2010年（平成22年）             | 皇宮警察本部警務部長                                             | 警察大学校国際警察センター所長                                               |
| 安村隆司   | 2010年（平成22年） - 2011年（平成23年）             | 警察大学校警務教養部長兼教授                                     | 公安調査庁調査第一部長                                                       |
| 繁田誠     | 2011年（平成23年） - 2013年（平成25年）             | 内閣官房内閣審議官（内閣情報調査室）                             | 内閣官房内閣審議官（内閣情報調査室）                                         |
| 島根悟     | 2013年（平成25年） - 2014年（平成26年）             | 警察庁刑事局刑事企画課長                                         | 警察庁長官官房政策評価審議官兼長官官房審議官（生活安全局担当）               |
| 西川直哉   | 2014年（平成26年） - 2016年（平成28年）             | 警察共済組合本部事務局長                                         | 警察大学校国際警察センター所長兼警察庁長官官房審議官（犯罪被害者等施策担当） |
| 筋伊知朗   | 2016年（平成28年） - 2018年（平成30年）             | 警視庁総務部長                                                   | 警視庁警務部長                                                               |
| 小嶋典明   | 2018年（平成30年） - 2020年（令和2年）              | 科学警察研究所総務部長                                           | 中国四国管区警察局長                                                         |
| 山本和毅   | 2020年（令和2年） - 2022年（令和4年）9月13日        | 大阪府警察本部副本部長                                           | 関東管区警察局長                                                             |
| 大原光博   | 2022年（令和4年）9月13日 - 2024年（令和6年）3月29日 | 警察大学校国際警察センター所長兼警察庁長官官房審議官（国際担当） | 近畿管区警察局長                                                             |
| 津田隆好   | 2024年（令和6年) 3月29日 -                          | 大阪府警察副本部長                                               |                                                                              |

## マスコットキャラクター
マスコットキャラクターは、サッカーボールをモチーフにした「エスピーくん」。名前は「Shizuoka Police」の頭文字SPから。誕生日はキャラクターの制定された1996年（平成8年）5月21日。

## 機動隊部隊マーク
- 県警機動隊
  - 三つ葉葵に機

- 関東管区機動隊（赤ダイヤ）
  - 三つ葉葵に静

## 信号機の傾向
- メーカーとしては小糸工業→コイト電工製が最も多い（北海道、岩手県、宮城県、茨城県、埼玉県、長野県、石川県、福井県、奈良県、広島県、山口県、愛媛県、高知県、福岡県、長崎県、熊本県、沖縄県も同様）。
- 次いで日本信号製となっており、京三製作所や信号電材、松下通信工業（パナソニック モバイルコミュニケーションズ。製造は三協高分子）製の信号機は比較的少ない（一部の地域では日本信号製の信号機が多い所もあるが、静岡県内はコイト電工の工場が設置されている影響でコイト電工製の信号機は県内どこの市町村でもほぼ必ず見かける）。
- ちなみに、同県では星和電機製の信号機の設置は殆ど見られない。歩行者用信号機の庇はほぼ全てがノーマル庇で、愛知県や東京都で見られる様な庇が下向きの歩行者用信号機は設置されていない。

- LED式信号機への更新は近隣の東京・神奈川・愛知などと比較しても、又、全国の中でもかなり遅れを取っていて[注 2]、2008年前半頃迄は静岡市や浜松市等主要な都市の中心部や、国道1号（特に浜松バイパス、静清バイパス）や国道246号等交通量の多い国道交差点の国道側、郊外や市町村では事故が多発している様な交差点のみなど限定的に導入が進められてきており、電球式の新設・更新も多くLED式信号機の設置はあまり積極的とはいえなかったが、2008年後半辺りから郊外や市町村にもLED式信号機への新設・更新に切り替わってきている（国道側のみLEDで設置しているパターンは神奈川県にも見られるが、最近は静岡県内も両方向ともLEDで設置している交差点も増えてきている。最近のパターンでは車両用信号機をLEDに変更すると共に歩行者用信号もLEDに変更されている）[注 3]。2030年度を目途に、静岡県内全ての信号交差点をLED信号機に切り替える方針を2022年2月末に公表している。
- LED式信号機への更新も小糸工業→コイト電工製が一番多い[注 4]。尚、LED信号機は樹脂製の信号機は設置されていない。LED式の矢印信号は他府県では2列配列が殆どだが、静岡県では主に3列配列のLED式矢印信号が設置されていたが、2013年以降は他府県同様、2列配列の矢印信号に切り替わっている。
- 同県では信号機を新設・更新する際には警察署名・管理番号・施行年月（例・「昭和・平成・令和○年○月　新設」）・施行業者の名前が刻まれた金色のラベルを信号柱に取り付けている。

## 主な事件など

### 主な未解決事件・冤罪事件
| 事件名                                  | 発生           | 概要                                                                                      | 捜査                     |
| --------------------------------------- | -------------- | ----------------------------------------------------------------------------------------- | ------------------------ |
| 焼津町遠洋漁業船長一家4人強殺・放火事件 | 1947年5月19日  | 焼津町（現焼津市）の遠洋漁業船船長の留守宅で一家4人が殺害され現金が奪われた上放火された。 | 公訴時効成立             |
| 幸浦事件                                | 1948年11月29日 |                                                                                           | 公訴時効成立（冤罪事件） |
| 二俣事件                                | 1950年1月6日   |                                                                                           | 公訴時効成立（冤罪事件） |
| 小島事件                                | 1950年5月10日  |                                                                                           | 公訴時効成立（冤罪事件） |
| 島田事件                                | 1954年3月10日  |                                                                                           | 公訴時効成立（冤罪事件） |
| 袴田事件                                | 1966年6月30日  |                                                                                           | 公訴時効成立（冤罪事件） |

### 過去の主な不祥事
- 警察不正経理問題（裏金問題）が過去にあった。[要出典]
- 2012年3月、磐田警察署長が、署員3名が起こした窃盗事件を立件せず、隠蔽していた疑いが強まり、県警は同月2日にこの署長を警務部付に異動させた[16]。
- 2012年6月19日、静岡中央警察署の男性警部補が、自動車と自転車との接触事故の処理の際、事故の目撃者の男性の携帯電話番号を、男性に無断で事故の当事者らに伝えていたことが判明した。県警は、この警部補の行為が、地方公務員法における守秘義務違反に相当する可能性があるとして調査中[17]。
- 2012年8月23日、静岡南警察署の30歳代の男性巡査が、静岡市駿河区内で発生した器物損壊事件の現場に向かう途中で、公園で少女が襲われているとの内容の虚偽の110番通報を行った。同署は、当該の巡査の携帯電話に返信したところ、巡査が虚偽の110番をしていたことが明らかになった。県警は同年11月22日に、この巡査を軽犯罪法違反容疑で静岡地方検察庁に書類送検した上、減給10分の1とした[18]。
- 2013年8月、磐田警察署地域課の男性巡査部長が、拳銃を個人ロッカーに置き忘れる。別の署員が署内保管庫に拳銃がないことに気付き発覚[19]。
- 2013年11月、沼津警察署の30歳代男性警部補、同署の30歳代男性巡査部長、本部の30歳代男性巡査部長の計3人が、部下の巡査長と巡査に対し暴言を吐き、打撲や左耳の鼓膜を破るなどの暴行をくわえ、「罰金」と称して金銭を搾取するなどしたとして書類送検。警部補を停職一ヶ月、巡査部長2人を減給10分の1（6ヶ月）の懲戒処分とし、事件を隠蔽し報告を怠ったとして、当時同署の課長だった本部の50歳代の警部を本部長訓戒処分とした[20]。
- 2014年1月、磐田警察署で薬物捜査を担当する40代の男性警部補が、帰宅途中に小袋に入れて持っていた脱法ハーブとみられる植物片を吸引し、意識が無くなり道端で倒れ、居合わせた通行人の119番通報により、磐田市内の病院に救急搬送される[21]。
- 2014年2月、交通機動隊東部支隊の40代の警部補、30代の巡査部長をはじめ警察署員計9名が、20代の新人巡査に対し「無料通信アプリLINEの招待を断った」などと因縁をつけ執務室で腕立て伏せ120回を強要し、懇親会で「反応が面白かった」と、コンロで熱したトングを右腕に押しつけたり、鍋料理の具を顔に押しつけ火傷を負わせ、署内でもライターの着火装置を放電させながら巡査の体に押し当てたりと勤務時間中にも制裁行為を繰り返していたとして懲戒処分。監察課は「被害者の巡査に処罰感情はない」とし、傷害罪での立件は見送るも、パワハラを主導した警部補と巡査部長は同日付で依願退職[22]。
- 2014年7月、天竜警察署刑事生活安全課の巡査部長が職務上知り得た個人情報を知人の暴力団関係者に漏らしたとして、1日に地方公務員法（守秘義務）違反の疑いで逮捕された[23]。
- 2017年10月、県警警備課の男性巡査部長が、児童ポルノを所持している疑いが出たため、11月に自宅を調べたところ、女子中学生の水着が見つかり、男性巡査部長が盗んだことを認めたため、12月6日、窃盗容疑で逮捕した。県警は児童買春・ポルノ禁止法違反（単純所持）の疑いでも男性巡査部長を調べる[24]。
- 2023年7月、三島警察署刑事課の男性警部補が女性宅に不法侵入し、県警は住居侵入罪で逮捕した[25]。
- 同月、県警交通機動隊の男性巡査部長が白バイでパトロール中に、浜松市内の駐車場に止まっていた車の中から現金17万円等が入ったバックを盗んだとして窃盗罪で逮捕された[26]。
- 同月、県警は裾野警察署地域課の男性警部補を覚醒剤取締法違反容疑で逮捕したと発表した[27]。同月中に逮捕された警察官は3人にも及んだ。
- 2024年1月、第三者に使用させる目的でインターネット銀行の口座を開設したとして、浜松中央署交通課の巡査長が詐欺容疑で逮捕された。口座には複数の人から振り込みがあり、うち数百万円はSNS型投資詐欺やロマンス詐欺の被害金だったという[28]。
- 2024年7月 - 浜松中央警察署勤務の27歳男性巡査長が、アルバイト運転手の27歳男と共謀し、第三者に使わせる目的で巡査長名義の口座を開設、キャッシュカード1枚を騙しとった。口座にはSNS型投資詐欺の被害金が数十万円振り込まれていた。日吉知洋警務部長は、「県民の皆様に深くおわび申し上げます。前回の逮捕事実とあわせ、厳正に処分いたします」とコメントした[29]。
- 2025年
  - 1月
    - 29日 - 熱海警察署幹部の40代男性警部が、伊東市の病院でカルテや受付の書類を破るなどした。病院のスタッフと警部本人が110番通報を行った。男性警部には感染症を疑う症状があり、病院側とトイレを使うかどうかでトラブルになった。監察課は「個別の事案についてはお答えできない」としている[30]。
    - 30日 - 午後2時ごろ、袋井市の道路で[31]袋井警察署の警部が運転する公用車が別の車に衝突した。警部が利用していたのはパトロールカーではなく署長用に各署に配備されているいわゆる署長車であった。ただし、この時は署長が使用しないため、警部は別用でこの車を使用していた[32]。この事故で、乗用車運転の20代男性が軽いけがを負い、[31]男性の車は廃車となった[33]。男性は、「ものすごいスピードで走ってきてブレーキもなしで突っ込まれ、2回も突っ込まれ、外壁にぶつかりとまった。死を覚悟するというか、死んだかもしれないという衝撃はあった」「ずっと電話をしていた。僕に声をかけたのは15分くらいたってから」「警察の方なので事故にも慣れているし、人命を第一優先してくれなかったのは怒りを覚える」と語った[33]。袋井署の丹羽寿弥副所長は「けがをされた方におわびとお見舞いをするとともに事故原因の究明に捜査を尽くします」[32]、袋井警察署は事故の原因を調べるとしたうえで、「職員に対する指導を徹底します」[33]とそれぞれコメントした。一方で県警は、場所や詳しい状況については発表事案ではないとして明らかにしていない[31]。

### 県警が起こした主な事故
- ヘリ墜落事故 ‐2005年 5月3日、静岡市清水区の住宅街に県警のヘリ「ふじ1号」が墜落し、警察官と操縦士らが死亡した。
- 2013年8月、三島市東町の市道交差点で現場に向かっていたパトカー2台が出合い頭に衝突し、はずみでパトカー1台が民家に突入、住宅の基礎部分を破壊[34]。
- 2015年6月4日、磐田警察署刑事課男性巡査が当て逃げ事故を起こし、相手にけがをさせたとして事故不申告と過失運転致傷容疑で書類送検し、本部長訓戒とした[35]。

## その他
- 愛知県豊橋市の国道1号の上り線（豊橋市東細谷町の一里山交差点近く）には静岡県警の電光掲示板が設置されている。